# Fotogrammi d'argento al miglior film spagnolo
I Fotogrammi d'argento al miglior film spagnolo (Fotogramas de Plata a la mejor película española) è un premio annuale assegnato dalla rivista spagnola Fotogramas.

## Albo d'oro

### Anni 1980
- 1981: Gary Cooper, que estás en los cielos, regia di Pilar Miró
- 1982: Maravillas, regia di Manuel Gutiérrez Aragón
- 1983: I diavoli in giardino (Demonios en el jardín), regia di Manuel Gutiérrez Aragón
- 1984: El sur, regia di Víctor Erice
- 1985: Tasio, regia di Montxo Armendáriz
- 1986: Padre nuestro, regia di Francisco Regueiro
- 1987: La metà del cielo (La mitad del cielo), regia di Manuel Gutiérrez Aragón
- 1988
  - La legge del desiderio (La ley del deseo), regia di Pedro Almodóvar
  - El lute, o cammina o schiatta (El lute: camina o revienta), regia di Vicente Aranda
- 1989: Remando nel vento (Remando al viento), regia di Gonzalo Suárez

### Anni 1990
- 1990: Il bambino della luna (El niño de la luna), regia di Agustí Villaronga
- 1991
  - Légami! (¡Átame!), regia di Pedro Almodóvar
  - Innisfree, regia di José Luis Guerín
  - Boom boom, regia di Rosa Vergés i Coma
- 1992: Amantes - Amanti (Amantes), regia di Vicente Aranda
- 1993: Belle Époque, regia di Fernando Trueba
- 1994: Madre Gilda, regia di Francisco Regueiro
- 1995: Días contados, regia di Imanol Uribe
- 1996: Nessuno parlerà di noi (Nadie hablará de nosotras cuando hayamos muerto), regia di Agustín Díaz Yanes
- 1997: Le cose che non ti ho mai detto (Cosas que nunca te dije), regia di Isabel Coixet
- 1998: La buona stella (La buena estrella), regia di Ricardo Franco
- 1999: Barrio, regia di Fernando León de Aranoa

### Anni 2000
- 2000: Solas, regia di Benito Zambrano
- 2001[1]
  - La comunidad - Intrigo all'ultimo piano (La comunidad), regia di Álex de la Iglesia
  - Leo, regia di José Luis Borau
- 2002: En construcción, regia di Jose Luis Guerin[2][3]
- 2003: I lunedì al sole (Los lunes al sol), regia di Fernando León de Aranoa[4]
- 2004: Ti do i miei occhi (Te doy mis ojos), regia di Icíar Bollaín[5]
- 2005: Mare dentro (Mar adentro), regia di Alejandro Amenábar[6]
- 2006: La vita segreta delle parole (La vida secreta de las palabras), regia di Isabel Coixet[7]
- 2007
  - Volver - Tornare (Volver), regia di Pedro Almodóvar
  - Il labirinto del fauno (El laberinto del fauno), regia di Guillermo del Toro
- 2008: La soledad, regia di Jaime Rosales
- 2009: Tiro en la cabeza, regia di Jaime Rosales[8]

### Anni 2010
- 2010: Cella 211 (Celda 211), regia di Fernando León de Aranoa[9]
- 2011: Pan negro, regia di Daniel Monzón[10]
- 2012: No habrá paz para los malvados, regia di Enrique Urbizu[11]
- 2013: Blancanieves, regia di Pablo Berger[12]
- 2014: La herida, regia di Ferando Franco
- 2015: La isla mínima, regia di Alberto Rodríguez
- 2016: Truman - Un vero amico è per sempre (Truman), regia di Cesc Gay
- 2017:  La vendetta di un uomo tranquillo (Tarde para la ira), regia di Raúl Arévalo
- 2018: La llamada, regia di Javier Ambrossi e Javier Calvo
- 2019: Non ci resta che vincere (Campeones), regia di Javier Fesser[13][14]

### Anni 2020
- 2020: Dolor y gloria, regia di Pedro Almodóvar[15][16]
- 2021: Las niñas, regia di Pilar Palomero[17]
- 2022: Espíritu Sagrado, regia di Chema García Ibarra[18]
- 2023: La società della neve (La sociedad de la nieve), regia di Juan Antonio Bayona[19]
- 2024: Cerrar los ojos, regia di Víctor Erice[20]